# Pentadesma butyracea
Pentadesma butyracea is een plantensoort uit de clusiafamilie (Clusiaceae). Het is een groenblijvende boom die een groeihoogte tot 35 meter kan bereiken. De cilindrische stam kan 100 tot 150 centimeter in diameter zijn, soms met plankwortels. De schors bevat een geelkleurige harsachtige latex die een oranjerode kleur krijgt wanneer deze opdroogt. De vruchten zijn breed eivormig en 15 centimeter lang en 10 centimeter breed. Elk draagt 3 tot 10 of meer zaden in een gelige pulp. De soort staat op de Rode Lijst van de IUCN geklasseerd als 'niet bedreigd'.
De soort komt voor in  tropisch West- en westelijk Centraal-Afrika. Hij groeit daar in tropische regenwouden op vochtige of drassige grond, meestal langs rivieroevers. De boom groeit op hoogtes tot 800 meter.
Uit de zaden wordt een vet gewonnen. Hiervoor worden de zaden gedroogd en vervolgens worden ze gestampt en gekookt om er een vast vet uit te extraheren. Dit vet is eetbaar, heeft een bleke tot donkerbruine kleur, is bijna smaakloos en heeft een aangename geur. Het vet wordt gebruikt bij het koken en om boter te maken. Verder vormt het de basis van verschillende lokale medicijnen en wordt er ook zeep en kaarsen van gemaakt. Uit de zaden wordt ook een olie geperst waarvan een zalf gemaakt wordt voor de huid en het haar. Deze zalf wordt ook gebruikt om luizen te bestrijden.
De schors en wortels worden voor verschillende medicinale doeleinden gebruikt. De latex uit de schors wordt op de huid aangebracht om huidparasieten te doden. De bladeren worden gekookt en gegeten als groente. De bladeren worden vooral gebruikt door moeders die borstvoeding geven, omdat ze de melkproductie zouden verhogen.